# Quadricoma frontalis
Quadricoma frontalis är en rundmaskart som först beskrevs av Gerlach 1952.  Quadricoma frontalis ingår i släktet Quadricoma och familjen Desmoscolecidae. Inga underarter finns listade i Catalogue of Life.